# Шербень
Шербень, Шербені (рум. Șerbeni) — село у повіті Муреш в Румунії. Входить до складу комуни Бейка-де-Жос.
Село розташоване на відстані 270 км на північ від Бухареста, 29 км на північний схід від Тиргу-Муреша, 96 км на схід від Клуж-Напоки, 130 км на північний захід від Брашова.

## Населення
За даними перепису населення 2002 року у селі проживали 370 осіб. Усі жителі села рідною мовою назвали румунську.
Національний склад населення села:
| Національність | Кількість осіб | Відсоток |
| -------------- | -------------- | -------- |
| румуни         | 357            | 96,5%    |
| цигани         | 13             | 3,5%     |